# Uvaria mendesii
Uvaria mendesii este o specie de plante angiosperme din genul Uvaria, familia Annonaceae, descrisă de Jorge Américo Rodrigues Paiva. Conform Catalogue of Life specia Uvaria mendesii nu are subspecii cunoscute.